# Dichagyris vallesiaca
Dichagyris vallesiaca là một loài bướm đêm trong họ Noctuidae.